# جوزيف برادفورد كار
جوزيف برادفورد كار (بالإنجليزية: Joseph Bradford Carr)‏ هو ضابط وسياسي أمريكي، ولد في 16 أغسطس 1828 في ألباني في الولايات المتحدة، وتوفي في 24 فبراير 1895 في تروي في الولايات المتحدة. حزبياً، نشط في الحزب الجمهوري.